# Скребыши
Скребыши (укр. Скребиші) — село, входит в Белоцерковский район Киевской области Украины.
Население по переписи 2001 года составляло 558 человек.

## Местный совет
09134, Киевская обл., Белоцерковский р-н, с. Храпачи, ул. Октябрьская, 7